# Caburé-acanelado
Caburé-acanelado ou mocho-canela (Aegolius harrissi), é uma espécie de ave estrigiforme pertencente à família Strigidae. Outros nomes para a espécie incluem caburé-acanelado, caburé-canela e coruja-canelão.

## Distribuição
O caburé-acanelado é encontrado em diversas regiões da América do Sul. No Brasil, é encontrado   nos estados de Maranhão Pernambuco, Sergipe e outros estados do nordeste, em múltiplas partes do estado de São Paulo, no Paraná e no bioma do Pampa, no Sul do Brasil.
A ave também é encontrada na Colômbia, no Peru e na Argentina.

## Taxonomia
O ornitólogo John Cassin (1813‑1869), natural dos Estados Unidos, descreveu Nyctale harrisii em 1848 homenageando o naturalista Edward Harris (1799‑1863),  seu conterrâneo da Filadélfia. Como incentivador da ornitologia, Harris também foi anteriormente prestigiado com duas espécies descritas pelo naturalista norte‑americano John James Audubon (1785‑1851). A publicação original foi organizada em fascículos, fazendo com que o volume encadernado ao final tivesse dois anos estampados em sua capa: 1848 e 1849. O fascículo nº 7 foi distribuído em junho de 1848 contendo a descrição, sendo esta data citada para a descrição da espécie por alguns autores.
Cassin baseou-se em um espécime obtido pelo taxidermista nova-iorquino John G. Bell (1812‑1889), que não soube especificar a localidade de origem deste material, apenas indicando ser da América do Sul. A primeira ilustração da ave foi publicada logo depois, asseme‑lhando‑se ao espécime de sexo indeterminado usado na descrição e tombado na Academia de Ciências Naturais da Filadélfia (USA) sob o número ANSP 2723. Diante da imprecisão na procedência do holótipo, a Colômbia acabou associada como sua pátria típica após o conhecimento dos primeiros exemplares de A. harrisii com indicação do país de origem, com alguns casos onde a etiqueta desta espécie incluía somente tal informação (e.g. FMNH 13714).
No começo  do século XIX havia remessas comerciais de aves colombianas taxidermizadas para o exterior sem etiquetagem apropriada, sendo a maioria obtida por caçadores treinados pelo explorador francês Justin Goudot, cujas atividades neste país se iniciaram por volta de 1825. Somente a partir de 1849, após a descrição de A. harrisii, o ornitólogo francês Adolphe Delattre (1805‑1854) começou a coletar as primeiras aves na Colômbia que foram devidamente etiquetadas (op. cit.). Um antigo espécime atribuído para “Amer. mer. Brasilia” teria origem no Brasil, e, este se encontra depositado no Rijksmuseum van Natuurlijke Historie, em Leiden, Holanda (RMNH 88278). Contudo, sua origem é indicada para a Colômbia, tendo sido negociado pelo comerciante holandês Gustav Adolph Frank (1808‑1880).
Uma lista sinonímica foi organizada para a espécie em 1875 e hoje são reconhecidas duas subespécies além da nominal:
- Aegolius harrisii iheringi (Sharpe, 1899)
- Aegolius harrisii dabbenei (Olrog, 1979)

Gisella jheringi foi o nome escolhido em 1899 pelo londrino Richard Bowdler Sharpe (1847‑1909), curador de aves do British Museum, para nomear a espécie baseada em um exemplar enviado em 1898 por Hermann von Ihering (1850‑1930), então diretor do Museu Paulista, Sharpe entendeu erroneamente que a ave procedia de São Paulo, tendo sido corrigido pelo próprio Ihering (1900), que informou como origem do espécime a colônia de São Lourenço do Sul, no Rio Grande do Sul, onde fora coletado pelo pesquisador alemão Christian Enslen (1854‑1930). Ihering mencionou outro espécime de São Paulo tombado no Museu Paulista (MZUSP 9705), o que pode ter relação com o mal entendido.

Em 1979, o pesquisador sueco Claës Christian Olrog (1912‑1985) descreveu a subespécie Aegolius harrisi dabbenei tendo como holótipo uma fêmea procedente de Concepción, na província de Tucumán, Argentina, coletada em 1920 por Juan Mogensen e tombada na Coleção Ornitológica Miguel Lillo (COML 7186). Na ocasião, foram examinados mais seis parátipos de Tucumán, um de Salta e três de Jujuy, outras duas localidades argentinas. O ornitólogo italiano Roberto Dabbene (1864‑1938) foi homenageado por Olrog por ter percebido diferenças dos espécimes de Tucumán em relação aos de Misiones e sudeste do Brasil.